# Alois Quintenz
Friedrich Alois Quintenz ou Alois Quintenz, né en février 1774 à Gengenbach, Alsace (France) et mort en 1822) était un moine célestin [réf. nécessaire] allemand, inventeur d'une balance décimale - la 'bascule de Quintenz' -  brevetée en 1822 puis développée et commercialisée par Frédéric Rollé et Jean-Baptiste Schwilgué.

## Biographie
Quintenz a d'abord été professeur de mathématiques à l'abbaye de Gengenbach, au grand-duché de Bade. Il a ensuite quitté l'Ordre monastique et s'est installé à Strasbourg. C'est là qu'il a développé sa bascule.

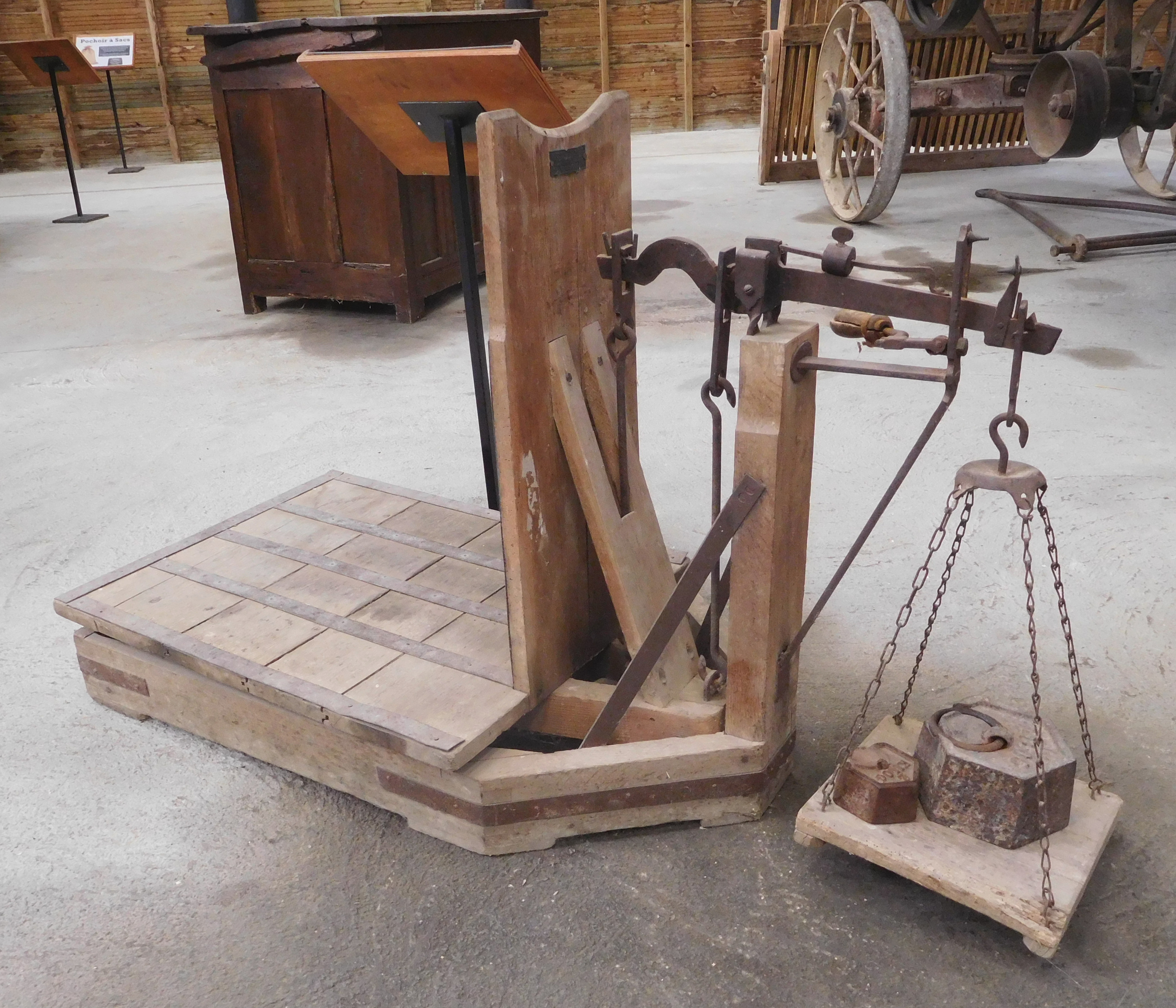
Une balance (ou 'bascule') de Quintenz

Associé à Rollé, ce dernier s'est ensuite associé à Schwilgué et l'établissement qu'ils ont créé s'est déplacé à Illkirch-Graffenstaden en 1839. Cet établissement construisit des locomotives à partir des années 1850 et devint finalement la SACM.

## Reconnaissance publique
- On trouve des rues Quintenz à Strasbourg et à Illkirch-Graffenstaden.